# Badminton 1989
Höhepunkte des Badmintonjahres 1989 waren die Weltmeisterschaft und der Sudirman Cup.
== World Badminton Grand Prix ==
| Veranstaltung       | Herreneinzel           | Dameneinzel       | Herrendoppel                  | Damendoppel                          | Mixed                                |
| ------------------- | ---------------------- | ----------------- | ----------------------------- | ------------------------------------ | ------------------------------------ |
| Chinese Taipei Open | Morten Frost           | Christine Gandrup | Razif Sidek Jalani Sidek      | Maria Bengtsson Christine Gandrup    | Henrik Svarrer Dorte Kjær            |
| Japan Open          | Yang Yang              | Li Lingwei        | Park Joo-bong Lee Sang-bok    | Gillian Clark Julie Munday           | Park Joo-bong Chung Myung-hee        |
| Poona Open          | Poul-Erik Høyer Larsen | Tang Jiuhong      | Zhang Qiang Gillian Gowers    | Maria Bengtsson Christine Gandrup    | Jan Paulsen Dorte Kjær               |
| Swiss Open          | Liu Zhiheng            | Tang Jiuhong      | Ong Beng Teong Cheah Soon Kit | Huang Hua Tang Jiuhong               | Kim Moon-soo Chung So-young          |
| Swedish Open        | Morten Frost           | Li Lingwei        | Li Yongbo Tian Bingyi         | Chung Myung-hee Chung So-young       | Park Joo-bong Chung Myung-hee        |
| All England         | Yang Yang              | Li Lingwei        | Lee Sang-bok Park Joo-bong    | Chung Myung-hee Chung So-young       | Park Joo-bong Chung Myung-hee        |
| French Open         | Xiong Guobao           | Li Lingwei        | Li Yongbo Tian Bingyi         | Sun Xiaoqing Zhou Lei                | Wang Pengren Shi Fangjing            |
| Malaysia Open       | Xiong Guobao           | Han Aiping        | Park Joo-bong Kim Moon-soo    | Guan Weizhen Lin Ying                | Park Joo-bong Chung So-young         |
| Thailand Open       | Alan Budikusuma        | Tang Jiuhong      | Park Joo-bong Kim Moon-soo    | Guan Weizhen Lin Ying                | Park Joo-bong Chung So-young         |
| China Open          | Ardy Wiranata          | Tang Jiuhong      | Razif Sidek Jalani Sidek      | Lin Ying Guan Weizhen                | Kim Hak-kyun Hwang Hye-young         |
| Hong Kong Open      | Wu Wenkai              | Han Aiping        | Razif Sidek Jalani Sidek      | Lin Ying Guan Weizhen                | Choi Sang-bum Chung So-young         |
| German Open         | Morten Frost           | Helen Troke       | Jan Paulsen Henrik Svarrer    | Erma Sulistianingsih Rosiana Tendean | Jan Paulsen Gillian Gowers           |
| Dutch Open          | Alan Budikusuma        | Eline Coene       | Eddy Hartono Rudy Gunawan     | Grete Mogensen Pernille Dupont       | Eddy Hartono Verawaty Fajrin         |
| Denmark Open        | Morten Frost           | Tang Jiuhong      | Li Yongbo Tian Bingyi         | Lin Ying Guan Weizhen                | Jesper Knudsen Nettie Nielsen        |
| Indonesia Open      | Xiong Guobao           | Huang Hua         | Eddy Hartono Rudy Gunawan     | Rosiana Tendean Erma Sulistianingsih | Eddy Hartono Verawaty Fajrin         |
| Scottish Open       | Morten Frost           | Kirsten Larsen    | Max Gandrup Thomas Lund       | Gillian Clark Gillian Gowers         | Jon Holst-Christensen Gillian Gowers |
| Grand Prix Finale   | Xiong Guobao           | Tang Jiuhong      | Jalani Sidek Razif Sidek      | Rosiana Tendean Erma Sulistianingsih | Eddy Hartono Verawaty Fajrin         |

## Terminkalender
| Veranstaltung                              | Ort                 | Beginn             | Ende               |
| ------------------------------------------ | ------------------- | ------------------ | ------------------ |
| World Badminton Grand Prix 1988 (Finale)   | Hongkong            | 4. Januar 1989     | 8. Januar 1989     |
| Badminton bei den Sommer-Deaflympics 1989  | Christchurch        | 7. Januar 1989     | 17. Januar 1989    |
| Westdeutsche Badmintonmeisterschaft 1989   | Mülheim an der Ruhr | 15. Januar 1989    | 16. Januar 1989    |
| Japan Open 1989                            | Tokio               | 18. Januar 1989    | 22. Januar 1989    |
| German Juniors 1989                        | Gütersloh           | 28. Januar 1989    | 29. Januar 1989    |
| Deutsche Badmintonmeisterschaft 1989       | Mülheim an der Ruhr | 3. Februar 1989    | 5. Februar 1989    |
| Polnische Badmintonmeisterschaft 1989      | Suwałki             | 3. Februar 1989    | 5. Februar 1989    |
| Englische Meisterschaft 1989               | Crawley             | 4. Februar 1989    | 7. Februar 1989    |
| Iceland International 1989                 | Reykjavík           | 11. März 1989      | 12. März 1989      |
| All England 1989                           | London              | 15. März 1989      | 19. März 1989      |
| French Open 1989                           | Paris               | 23. März 1989      | 26. März 1989      |
| Badminton-Junioreneuropameisterschaft 1989 | Manchester          | 26. März 1989      | 1. April 1989      |
| Slowakische Badmintonmeisterschaft 1989    | Žilina              | 15. April 1989     | 16. April 1989     |
| Plume d’Or 1989                            | Caldas da Rainha    | 22. April 1989     | 23. April 1989     |
| Sudirman Cup 1989                          | Jakarta             | 24. Mai 1989       | 29. Mai 1989       |
| DDR-Badmintonmeisterschaft 1989            | Greifswald          | 27. Mai 1989       | 28. Mai 1989       |
| Badminton-Weltmeisterschaft 1989           | Jakarta             | 29. Mai 1989       | 4. Juni 1989       |
| Portugal International 1989                | Peniche             | 3. Juli 1989       | 4. Juli 1989       |
| Badminton bei den Island Games 1989        | Tórshavn            | 6. Juli 1989       | 12. Juli 1989      |
| Badminton bei den Südostasienspielen 1989  | Kuala Lumpur        | 20. August 1989    | 31. August 1989    |
| Jamaikanische Badmintonmeisterschaft 1989  | Kingston            | 2. September 1989  | 3. September 1989  |
| China Open 1989                            | Foshan              | 13. September 1989 | 17. September 1989 |
| German Open 1989                           | Düsseldorf          | 4. Oktober 1989    | 8. Oktober 1989    |
| Denmark Open 1989                          | Højbjerg Sogn       | 23. Oktober 1989   | 27. Oktober 1989   |
| Hungarian International 1989               | Budapest            | 4. November 1989   | 5. November 1989   |
| Indonesia Open 1989                        | Pontianak           | 8. November 1989   | 12. November 1989  |
| Badminton World Cup 1989                   | Guangzhou           | 15. November 1989  | 19. November 1989  |
| World Badminton Grand Prix Finale 1989     | Singapur            | 6. Dezember 1989   | 10. Dezember 1989  |
| Badminton-Panamerikameisterschaft 1989     | Mexiko-Stadt        | 8. Dezember 1989   | 11. Dezember 1989  |
| Schweizer Badmintonmeisterschaft 1990      | Schwyz              | 9. Dezember 1989   | 10. Dezember 1989  |
| Englische Meisterschaft 1990               | Crawley             | 16. Dezember 1989  | 19. Dezember 1989  |
| Japanische Badmintonmeisterschaft 1989     | Tokio               | 19. Dezember 1989  | 24. Dezember 1989  |
| Badminton-Asienmeisterschaft 1989          | Shanghai            | 18. Dezember 1993  | 23. Dezember 1993  |